# 前端
前端（まえばた）は、沖縄県糸満市字糸満の行政区の一つ。普通は「区」をつけて前端区と呼ぶが、区をとってそのまま呼ぶこともある。また2区と呼ぶこともある。

## 概要
字糸満内ではもっとも西に位置し、沖縄県道77号糸満与那原線より南側、沖縄県道256号豊見城糸満線（旧国道331号）より西側、そして糸満ロータリーから南側の一部を占める。
1960年代までは糸満漁港（中地区）南側で現在の糸満市公設市場周辺と糸満ロータリーから南側のみだったが、復帰直前の1970年前後に糸満漁港西側を埋め立てたため面積が拡大。当時の埋立地の南半分を当区が占めるようになった（1980年代後半に南側に埋め立てた部分は南区）の区域）。
元々陸地だった部分には海人の町・糸満市の経済・商業の中心で市の台所である糸満市公設市場をはじめ市の商店街や古くからの住宅が密集しており、最近まで琉球銀行や沖縄銀行の地銀2行の糸満支店も当区内にあった。後に埋め立てた部分には自動車学校などが建設されたほか一軒家の住宅も建っており、最近まで中央公民館もあった。また市内でスナックバーが多い町でもある。ちなみに当区公民館と南区公民館はほんの100m足らずしか離れていない。

## 公共施設
- 糸満市中央市場（公設市場）
- 糸満市観光協会
- 糸満自動車学校

### かつてあった施設
- 糸満市中央公民館（後に新屋敷区にある糸満市生涯学習支援センターに統合され廃止、解体後跡地は糸満自動車学校が敷地を拡張）
- 糸満市勤労者体育センター（糸満市中央公民館と同時に廃止後解体、跡地は糸満自動車学校が敷地を拡張）
- 琉球銀行糸満支店（2017年に新川区へ移転、現在はほぼ同じ敷地にファミリーマートが建っている[1]）
- 沖縄銀行糸満支店（2016年に潮崎町へ移転[2]）

## 交通

### 道路
国道331号（沖縄西海岸道路糸満道路）が地区内の中央部内を通っており、同国道の旧道である沖縄県道256号豊見城糸満線が東側（南区との境界線）を通っているほか、沖縄県道77号糸満与那原線が地区内の北側（町端区との境界線）を通っている。

### 路線バス
糸満バスターミナルまたは那覇バス糸満営業所を発着するバスすべて当区内を通っている。当区内のバス停は糸満市役所入口、糸満市場入口、糸満ロータリー（旧国道南側）、糸満市場前の4ヶ所あり、路線によって停車するバス停が異なる。
4ヶ所すべてのバス停に停車する路線バス
- 82番・玉泉洞糸満線（琉球バス交通）
- 107番&108番・南部循環線（琉球バス交通）[3]

糸満市役所入口・糸満市場入口のみ停車する路線バス
糸満ロータリーバス停は当区内の旧国道南側ではなく、旧国道北側や県道77号側（いずれも町端区）のいずれかに停車する（旧国道北側に停車は★、県道77号側に停車は☆）。
- 34番・糸満（東風平）線（沖縄バス）☆
- 35番・糸満（志多伯）線（沖縄バス）☆
- 36番・糸満～新里線（沖縄バス）☆
- 81番・西崎向陽高校線（琉球バス交通）☆★[4]
- 89番・糸満（高良）線（琉球バス交通・沖縄バス）★
- 189番・糸満空港線（琉球バス交通）★
- 200番・糸満おもろまち線（沖縄バス）☆
- 235番・志多伯おもろまち線（沖縄バス）☆
- 334番・国立劇場おきなわ線（沖縄バス）☆

糸満市場前のみ停車する路線バス
- 446番・那覇糸満線（那覇バス）[5][6]

## 隣接する地域
- 町端（字糸満内の行政区）
- 南（字糸満内の行政区）